# Фридрих I фон Мюнстер
Фридрих I (на немски: Friedrich I; * ок. 1020, † 18 април 1084) от род Ветини е 16. епископ на Мюнстер от 1064 г. до смъртта му.

## Живот
Той е вторият син на Дитрих I, маркграф на Лужица, и на Матилда фон Майсен, дъщеря на маркраф Екехард I от Майсен. Брат е на Дедо I, Геро, Тимо и Конрад.
Заедно с по-късния архиепископ на Кьолн Арно II той посещава училището в Падерборн. След това е каноник в катедралата на Магдебург. От 1060 до 1063 г. той е канцлер в двора на император Хайнрих IV и майка му Агнес Поатиенска. След неуспешния му избор за архиепископ на Магдебург той става през пролетта на 1064 г. епископ на Мюнстер.
През януари 1076 г. той изисква заедно с други епископи свалянето на папа Григорий VII. Затова е суспендиран до есента същата година.